# Ludwig Engelhard Krebs
Georg Ludwig Engelhard Krebs (19 de julio de 1792 - 11 de mayo de 1844) fue un boticario, botánico, explorador alemán-sudafricano, que realizó extensas expediciones botánicas a Madagascar, Mauritania, Sudáfrica, Réunion, asociado con su colega Karl Heinrich Bergius (1790-1818); que durante más de veinte años recogieron especímenes de la fauna y flora sudafricana y material para el Museo de Historia Natural de Berlín.
Fue contratado privadamente en Hamburgo para reemplazar al enfermo Karl Bergius, llegando en 1817 con un contrato de cuatro años, permaneciendo por décadas.

## Honores

### Epónimos
Género
- Epónimo derivado de sus iniciales G.L.E.K.[2] (Scrophulariaceae) Glekia Hilliard[3]

Especies
- (Acanthaceae) Peristrophe krebsii C.Presl[4]
- (Adiantaceae) Notholaena krebsiana' C.Presl[5]
- (Anacardiaceae) Rhus krebsiana C.Presl[6]
- (Anacardiaceae) Toxicodendron krebsianum Kuntze[7]
- (Aspleniaceae) Scolopendrium krebsii Kunze[8]
- (Araceae) Philodendron krebsii Schott[9]
- (Asparagaceae) Protasparagus krebsianus (Kunth) Oberm.[10]
- (Asparagaceae) Asparagopsis krebsiana Kunth[11]
- (Asteraceae) Gazania krebsiana Less.[12]
- (Asteraceae) Helichrysum krebsianum Less.[13]
- (Bignoniaceae) Tecomaria krebsii Klotzsch[14]
- (Blechnaceae) Lomaria krebsii J.Sm.[15]
- (Campanulaceae) Lobelia krebsiana A.DC.[16]
- (Campanulaceae) Rapuntium krebsianum C.Presl[17]
- (Commelinaceae) Commelina krebsiana Kunth[18]
- (Cyperaceae) Carex krebsiana Boeckeler[19]
- (Cyperaceae) Cyperus krebsii Boeckeler[20]
- (Frankeniaceae) Frankenia krebsii Cham. & Schltdl.[21]
- (Gentianaceae) Chironia krebsii Griseb.[22]
- (Hypoxidaceae) Hypoxis krebsii Fisch.[23]
- (Fabaceae) Psoralea krebsii Vogel ex Walp.[24]
- (Orchidaceae) Eulophia krebsii Bolus[25]
- (Santalaceae) Linosyris krebsii Kuntze[26]
- (Scrophulariaceae) Glekia krebsiana (Benth.) Hilliard[27]
- (Tiliaceae) Grewia krebsiana Kuntze[28]

- La abreviatura «Krebs» se emplea para indicar a Ludwig Engelhard Krebs como autoridad en la descripción y clasificación científica de los vegetales.[29]